# Idaea pallimedia
Idaea pallimedia är en fjärilsart som beskrevs av Grossbeck 1908. Idaea pallimedia ingår i släktet Idaea och familjen mätare. Inga underarter finns listade i Catalogue of Life.